# 布罗尼斯拉夫·丹达
布罗尼斯拉夫·丹达（捷克語：Bronislav Danda，1930年1月10日—2015年12月31日），捷克前男子冰球运动员。他曾代表捷克斯洛伐克国家队参加1952年、1956年和1960年冬季奥林匹克运动会冰球比赛。